# حي عبد الباري (أبين)
حي عبد الباري هو أحد أحياء مدينة زنجبار في محافظة أبين اليمنية. بلغ تعداد سكانه 3925 نسمة حسب التعداد السكاني في اليمن لعام 2004.